# Římskokatolická farnost Kestřany
Římskokatolická farnost Kestřany je územním společenstvím římských katolíků v rámci píseckého vikariátu českobudějovické diecéze.

## O farnosti
Kestřany jsou uváděny ve 14. století jako filiálka farnosti v Písku. V roce 1712 zde byla zřízena farní administratura, povýšená o sto let později na samostatnou farnost. Původně gotický kostel sv. Kateřiny je v dnešní podobě barokní z 18. století. Farnost v současné době nemá sídelního duchovního správce a je administrována excurrendo z Písku.
| Kostel                              | Místo    | Bohoslužba             | Bohoslužba             | Poznámka        |
| ----------------------------------- | -------- | ---------------------- | ---------------------- | --------------- |
| Kostel svaté Kateřiny Alexandrijské | Kestřany | neděle středa          | 11.00 18.00            | farní kostel    |
| Kostel svatého Brikcí               | Dobev    | neslouží se pravidelně | neslouží se pravidelně | filiální kostel |